# Боудън (Джорджия)
Боудън (на английски: Bowdon) е град в Съединените американски щати, разположен в окръг Керъл, щат Джорджия.

## Население

### Расов състав
Численост и дял на расовия състав според преброяванията на населението през годините (Бюро за преброяване на населението на САЩ):
|                                       |                                       | Численост | Численост |                                       |                                       | Дял (в %) | Дял (в %) |
| 2000                                  | 2010                                  | 2000      | 2010      |                                       |                                       |           |           |
| Общо                                  | Общо                                  | 1959      | 2040      | Общо                                  | Общо                                  | 100.00    | 100.00    |
| Бели (без народи от Латинска Америка) | Бели (без народи от Латинска Америка) | 1389      | 1431      | Бели (без народи от Латинска Америка) | Бели (без народи от Латинска Америка) | 70.90     | 70.14     |
| Черни                                 | Черни                                 | 493       | 476       | Черни                                 | Черни                                 | 25.16     | 23.33     |
| Народи от Азия                        | Народи от Азия                        | 2         | 8         | Народи от Азия                        | Народи от Азия                        | 0.10      | 0.39      |
| Народи от Латинска Америка            | Народи от Латинска Америка            | 47        | 66        | Народи от Латинска Америка            | Народи от Латинска Америка            | 2.39      | 3.23      |

### Етнически състав
Дял на етническите групи според оценки на Бюрото за преброяване на населението:
- Черни – 25 %
- Ирландци – 11%
- Англичани – 9%
- Германци – 5%
- Българи – 3%
- Французи – 2%
- Шотландци–Ирландци – 2%
- Шотландци – 2%
- Мексиканци – 1%
- Нидерландци – 1%
- Шведи – 1%
- Френски канадци – 1%
- Канадци – 1%
- Поляци – 1%
- Норвежци – 1%